# Комшилово
Комшилово — деревня в Александровском районе Владимирской области России, входит в состав Каринского сельского поселения. 
С самого начала существования являлась наследственным поместьем семьи Комшиловых. В 1917 году, после Октябрьской Революции территория утратила статус наследственного поместья. 

## География
Деревня расположена в 12 км на юг от центра поселения села Большое Каринское и в 10 км на юг от города Александрова, в 1,5 км на юго-запад от города Карабаново. 

## История
В XIX — начале XX века деревня входила в состав Махринской волости Александровского уезда, с 1926 года — в составе Карабановской волости. В 1859 году в деревне числилось 22 двора, в 1905 году — 26 дворов, в 1926 году — 31 дворов.
С 1929 года деревня входила в состав Юрцовского сельсовета Александровского района, с 1940 года — в составе Махринского сельсовета, с 1948 года — в составе пригородной зоны города Александрова, с 1965 года — в составе Александровского района, с 2005 года — в составе Каринского сельского поселения.

## Население
| 1859 | 1905 | 1926 | 2002 | 2010 | 2021 |
| ---- | ---- | ---- | ---- | ---- | ---- |
| 135  | ↗149 | ↗209 | ↘21  | ↗22  | ↗63  |